# 雷蒙·多代爾
雷蒙·多代爾（1920年2月2日至2006年6月20日）是一名法國理論及量子化學家。
多代爾曾於巴黎居里學院擔任伊雷娜·約里奧-居里的助手，他的職業生涯大部份時間都是作為巴黎大學的教授和法國國家科學研究中心實驗室的主任。
多代爾更曾獲得榮譽軍團勳章和國家卓越表現勳章的軍官勳位，並為國際量子分子科學院的創會成員和榮譽主席，亦曾出版數本書籍。

## 腳註
1. 1 2 3  An interview with Raymond Daudel （页面存档备份，存于）（英文）
2. 1 2 3  His International Academy of Quantum Molecular Science page （页面存档备份，存于）（英文）
3. 1 2 3  Obituary by Jean Maruani 的存檔，存档日期2006-11-24.（英文）